# Чина клубненосная
Чи́на клубнено́сная, или Чина клу́бневая (лат. Lathýrus tuberósus) — многолетнее травянистое растение рода Чина семейства Бобовые (Fabaceae).

## Ботаническое описание

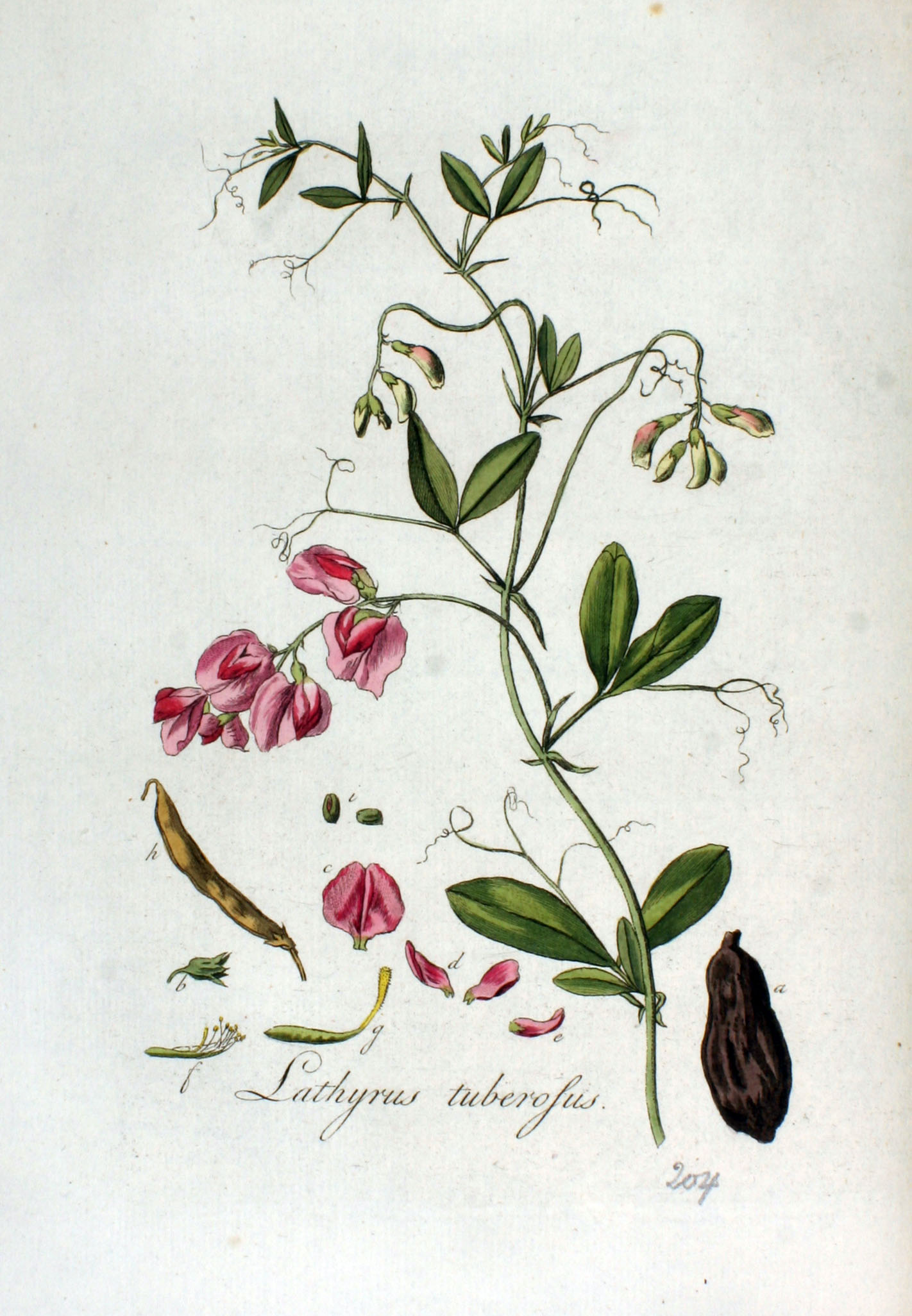

Корневище тонкое, обычно с утолщёнными веретеновидными или почти шаровидными корнями.
Стебли 30–80 см длиной, восходящие, простёртые, цепляющиеся с помощью листовых усиков, ребристые.
Листочки 2–4,5 см длиной, 0,7–1,5 см шириной, продолговато-эллиптические, обычно наиболее широкие в верхней половине. Прилистники полустреловидные, 0,5–2 см длиной.
Кисти рыхлые, 3–7-цветковые. Чашечка 5–6 мм длиной; верхние зубцы треугольные, нижние ланцетные, короче трубки или почти равны ей. Венчик пурпурово-красный, 15–20 мм длиной. Завязь, преимущественно в нижней части, покрыта мелкими желёзками.
Бобы 2,5–4 см длиной, продолговато-линейные, голые.

## Распространение и экология
Встречается в Европе, на Кавказе, в Сибири, на Алтае, в Средней Азии, на юге Дальнего Востока, в Северо-Западном Китае.
Растёт на степных лугах, как сорняк в посевах, по лесным опушкам и кустарникам, преимущественно на чернозёмных почвах. Апофит.
Размножается семенами, клубнями и корневыми черенками. Для прорастания семян необходима температура 2—4 °С и 90—114 % влаги от собственного веса. Семена сохраняют всхожесть 2—3 года.  Клубни прорастают при температуре 15—16 °С. Растения из семян развиваются медленнее, чем растения из клубней. Размножение корневыми черенками возможно только на достаточно влажной почве.

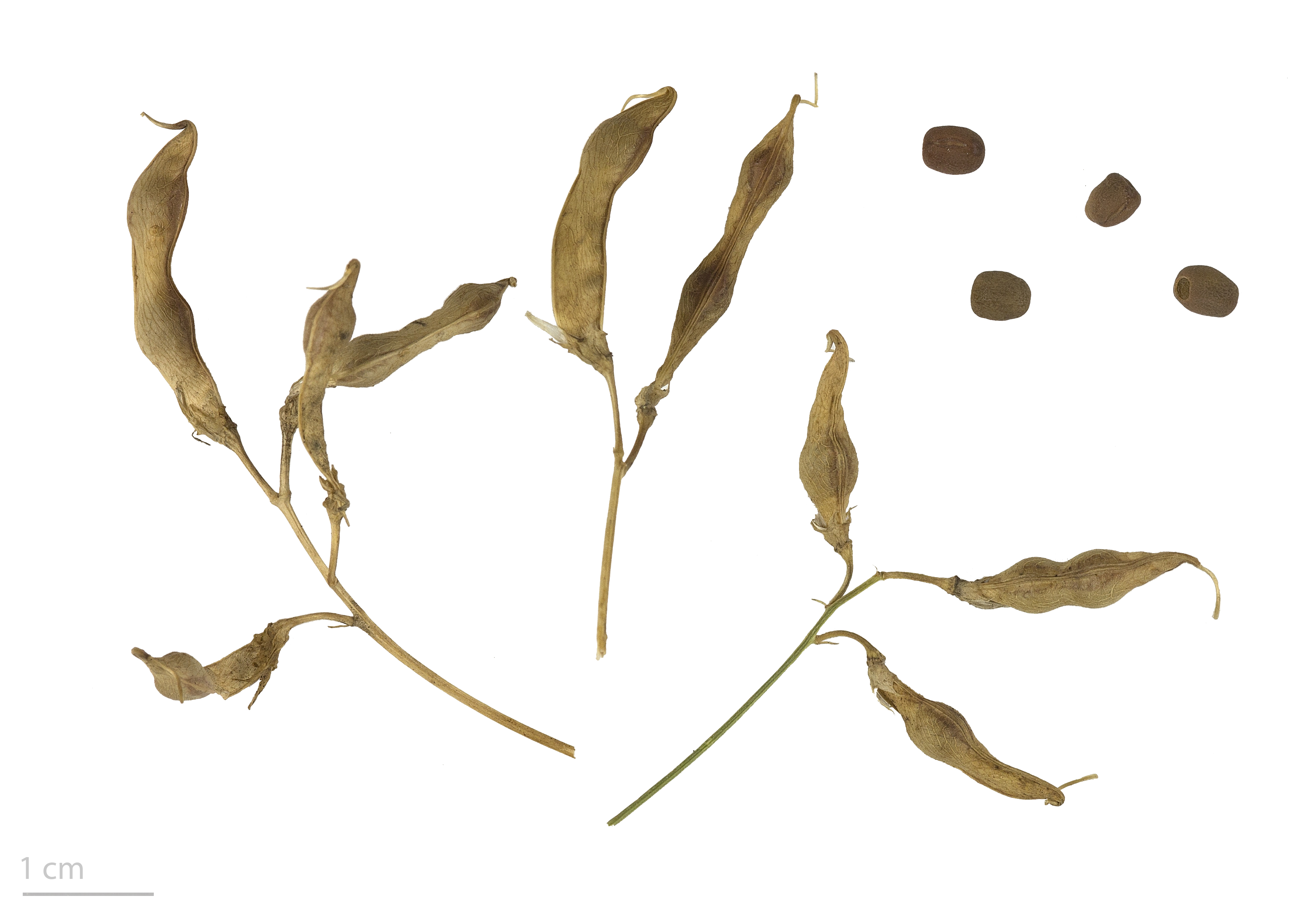
Lathyrus tuberosus — Тулузский музеум

## Химический состав
Клубни в процентах от абсолютно сухого вещества содержат 4,3 % золы, 18,0 % протеина, 0,7 % жира, 9,3 % клетчатки, 50,0 % крахмала, 7,5 % сахарозы и 10,2 % глюкозы.
| От абсолютного сухого вещества в % | От абсолютного сухого вещества в % | От абсолютного сухого вещества в % | От абсолютного сухого вещества в % | От абсолютного сухого вещества в % | Источник)          |
| золы                               | протеина                           | жира                               | клетчатки                          | БЭВ                                | Источник)          |
| ---------------------------------- | ---------------------------------- | ---------------------------------- | ---------------------------------- | ---------------------------------- | ------------------ |
| 7,2                                | 20—22                              | 4,5                                | 29,1                               | —                                  | Широких, 1894      |
| 8,7                                | 25,2                               | 3,0                                | 26,0                               | 37,0                               | Живан, Шкляр, 1936 |

## Значение и применение
Клубни величиной с лесной орех применяются в пищу, в сыром виде вкус их горьковатый и напоминает редиску. На Кавказе их очищают от корочки, варят в солёной воде и употребляют в пищу (по вкусу они напоминают каштаны или компот). Из молодых листьев делают салат.
Чину культивируют как продовольственную культуру в Новой Зеландии и Нидерландах.
Выращивается в качестве декоративного растения. Может быть использована как многолетний «душистый горошек».
Медоносное растение. На одном растении развивается до 15 соцветий. 100 цветков образуют 151 мг желтоватой пыльцы, а одно растение продуцирует от 30,2 до 136 мг пыльцы. В луговых ассоциациях продуктивность чины клубневой составляет 0,47 и 1,01 кг/га.
Весной удовлетворительно поедается овцами, козами и лошадьми, хуже верблюдами и крупным рогатым скотом. Летом хорошо поедается крупным рогатым скотом, удовлетворительно верблюдами и ниже удовлетворительного овцами, козами и лошадьми. Осенью всеми сельскохозяйственными животными поедается плохо. Клубни хорошо поедают свиньи. По другому источнику охотно поедается всеми животными в свежем виде и в сене. 

### В медицине
Применяется в народной медицине Кавказа, Поволжья и Западной Сибири. Отвар клубней принимают при дизентерии, колитах, диарее ― при нарушениях перистальтики органов пищеварения, отрыжке, спазмах, неврозах кишечника. На Алтае, кроме того, чина клубневидная применяется от «родимчика» (детские родовые травмы), колющих головных болей и против глистов.